# Chersiphron

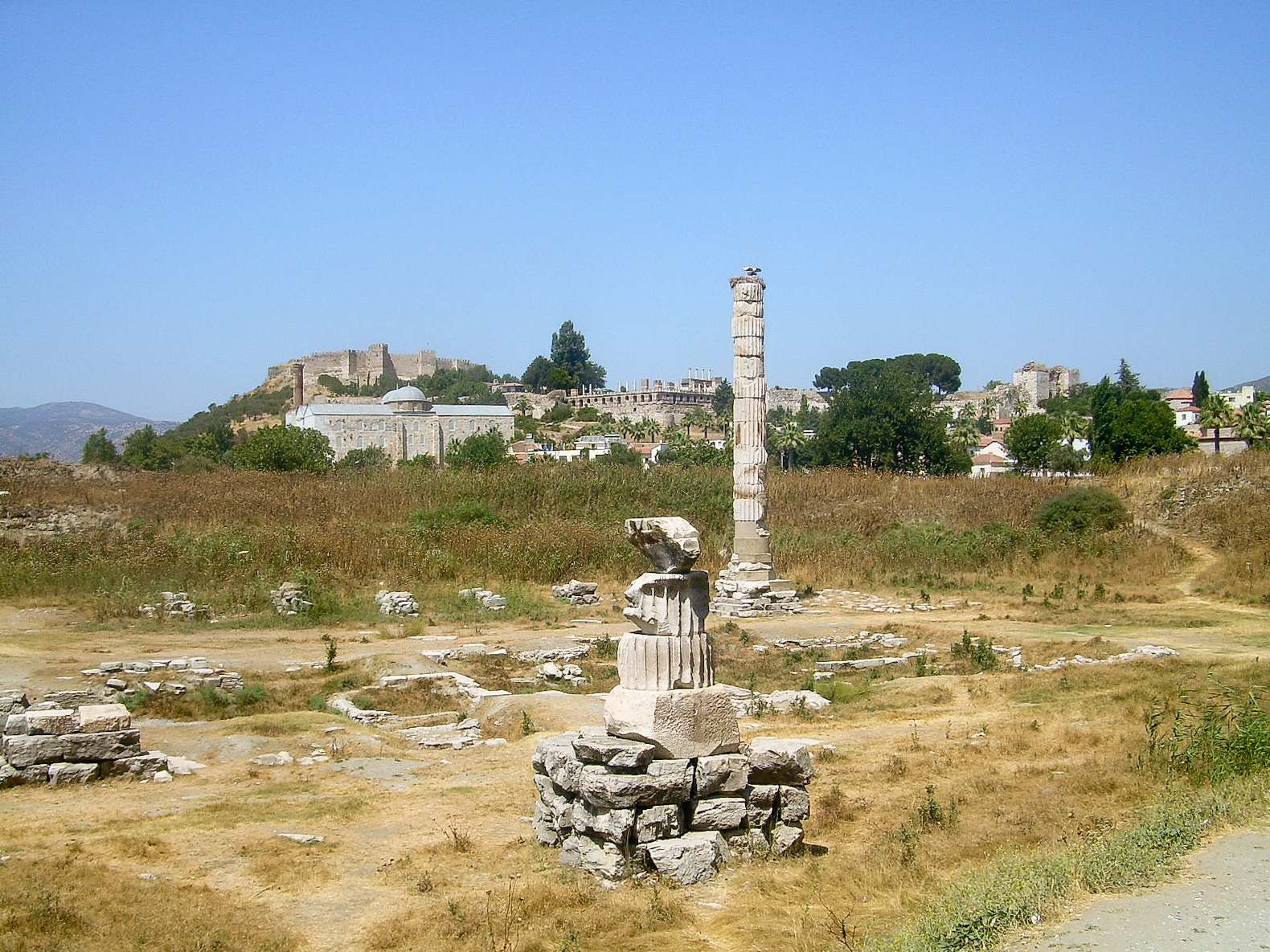
Reste des Tempels der Artemis in Ephesos

Chersiphron (Χερσίφρων, * im 6. Jahrhundert v. Chr. in Knossos auf Kreta) war ein griechischer Architekt.
Chersiphron begann mit seinem Sohn Metagenes etwa um 560 v. Chr. den Bau des berühmten Tempel der Artemis in Ephesos. Der Tempel wurde 356 v. Chr. von Herostratos durch Brandstiftung zerstört wurde und anschließend von Cheirokrates wiederaufgebaut. 